# Выборочное среднее
Вы́борочное (эмпири́ческое) сре́днее — это приближение теоретического среднего распределения, основанное на выборке из него.

## Определение
Пусть {\displaystyle X_{1},\ldots ,X_{n}} — выборка из распределения вероятности, определённая на некотором вероятностном пространстве {\displaystyle (\Omega ,{\mathcal {F}},\mathbb {P} )}. Тогда её выборочным средним называется случайная величина
{\displaystyle {\overline {X}}={\frac {1}{n}}\sum \limits _{i=1}^{n}X_{i}}.

## Свойства выборочного среднего
- Пусть {\displaystyle {\hat {F}}(x)} — выборочная функция распределения данной выборки. Тогда для любого фиксированного {\displaystyle \omega \in \Omega } функция {\displaystyle {\hat {F}}(\omega ,x)} является (неслучайной) функцией дискретного распределения. Тогда математическое ожидание этого распределения равно {\displaystyle {\overline {X}}(\omega )}.

- Выборочное среднее — несмещённая оценка теоретического среднего:

{\displaystyle \mathbb {E} \left[{\bar {X}}\right]=\mathbb {E} [X_{i}],\quad i=1,\ldots ,n}.
- Выборочное среднее — сильно состоятельная оценка теоретического среднего:

{\displaystyle {\overline {X}}\to \mathbb {E} [X_{i}]} почти наверное при {\displaystyle n\to \infty }.
- Выборочное среднее — асимптотически нормальная оценка. Пусть дисперсия случайных величин {\displaystyle X_{i}} конечна и ненулевая, то есть {\displaystyle \mathrm {D} [X_{i}]=\sigma ^{2}<\infty ,\sigma ^{2}\not =0,\;i=1,\ldots ,n}. Тогда

{\displaystyle {\sqrt {n}}\left({\overline {X}}-\mathbb {E} [X_{1}]\right)\to \mathrm {N} (0,\sigma ^{2})} по распределению при {\displaystyle n\to \infty },
где {\displaystyle \mathrm {N} (0,\sigma ^{2})} — нормальное распределение со средним {\displaystyle 0} и дисперсией {\displaystyle \sigma ^{2}}.
- Выборочное среднее из нормальной выборки — эффективная оценка её среднего.